# Atlantic Sampler
Singles de King Crimson
Cat Food
(1970) The Night Watch
(1974)
L'Atlantic Sampler est un single promotionnel du groupe King Crimson, paru en 1973, tiré de l'album Larks' Tongues in Aspic. La face A contient deux chansons, Easy Money et Exiles,  raccourcies d'environ respectivement 3 et 5 minutes, et la face B contient l'intégralité de Larks' Tongues in Aspic, Part II.

## Titres
1. Easy Money (Robert Fripp, Richard Palmer-James, John Wetton) – 5:01
2. Exiles (Robert Fripp, Richard Palmer-James, John Wetton) – 2:53
3. Larks' Tongues in Aspic, Part II (Robert Fripp) – 7:07

## Musiciens
- Robert Fripp : guitare, mellotron
- John Wetton : basse, chant
- David Cross : violon, alto, mellotron
- Bill Bruford : batterie
- Jamie Muir : percussions
- Richard Palmer-James : texte